# Больбот, Павел Пантелеевич
Па́вел Пантеле́евич Больбот (Бальбо́т) (10 января 1924 — 10 января 2013) — советский военный деятель, пехотинец, участник Великой Отечественной войны, водитель боевой машины БМ-13 «Катюша». Старший лейтенант в отставке, полный кавалер ордена Славы (25 июля 1944 года, 15 октября 1944 года, 15 мая 1946 года).

## Биография
Родился 10 января 1924 года в селе Шабельники, ныне расположенного на территории Николаевского района Одесской области, в семье крестьянина. По национальности — украинец. В 1938 году, после окончания 7 классов школы-семилетки в родном селе, переехал вместе с семьёй в Павлодарскую область Казахской ССР, где по окончании курсов шоферов работал слесарем на предприятии.
Участвовал в боях Великой Отечественной войны. 10 августа 1942 года был призван в Красную Армию Павлодарским райвоенкоматом и зачислен водителем машины ЗИС-5 в 552-й отдельный гвардейский минометный дивизион, входивший в состав формировавшейся под городом Москва 22-й гвардейской минометной бригады (5-я гвардейская минометная дивизия, 1-й Белорусский фронт). Боевое крещение Больбот получил на Калининском фронте — он подвозил боеприпасы на позиции ракетных установок БМ-13, делая при этом по 6-7 ходок.
Летом 1943 года он отличился в сражении на Курской дуге, в боях в районе станции Поныри, за что 22 октября того же года, приказом по войскам 22-й гвардейской минометной бригады 5-й гвардейской минометной дивизия Центрального фронта был награждён орденом Красной Звезды.
В 1944 году вступил в ВКП(б). Летом того же года, в ходе напряженных сражений за освобождение Белоруссии, участвовал в тяжелом бою под городом Барановичи. В ходе этого боя командир дивизиона вывел установки на прямую наводку и мощным залпом сокрушил врага, а сама машина, управляемая Больботом, прошла без единой поломки 1000-километровый марш.
3 июля 1944 года в бою близ города Столбцы, расположенного в Минской области Белоруссии, при занятии огневой позиции гвардии красноармеец Больбот был ранен, но, несмотря на это, продолжал управлять боевой машиной реактивной артиллерии до завершения залпа. За этот подвиг, приказом по 5-й гвардейской Калинковичской миномётной дивизии от 25 июля 1944 года гвардии красноармеец Больбот Павел Пантелеевич был награждён орденом Славы 3-й степени.
13 сентября 1944 года, в ходе боёв по удержанию и расширению захваченных на реке Висла плацдармов близ города Вавер (3 км юго-восточнее крепости Прага, ныне территория в черте города Варшава), противник прямой наводкой попал в заряженное советское орудие, в результате чего произошел взрыв и загорание нескольких советских боевых машин, а трое командиров орудий были убиты. Гвардии сержант Больбот, несмотря на полученные контузию и ранение, выпустил оставшиеся снаряды, впоследствии успешно поразившие немецкую механизированную колонну, а также сбил со своей и соседней установки огонь, соединил их буксиром и отвел в безопасное место. Кроме того, он также извлек из машин тяжело раненых товарищей, вынес их с поля боя и оказал им помощь. Сам же он обратился за медицинской помощью только после того, как вывез свою машину с поля боя. За мужество и отвагу, проявленные в этом бою, приказом по войскам 1-го Белорусского фронта от 15 октября 1944 года гвардии сержант Больбот был награждён орденом Славы 2-й степени.
В апреле 1945 года гвардии старшина Больбот в составе артиллерийской группы прорыва участвовал в штурме Берлина — столицы Германии. 22 апреля в 9 часов 55 минут дивизион открыл огонь по городу, а спустя шесть дней дал первый залп по рейхстагу. В ходе боёв за Берлин Больбот заменил выбывших из строя командира установки и наводчика. Таким образом, в последние недели войны он сражался за троих: при выезде на огневую позицию — водитель, при подготовке к стрельбе — наводчик, а при залпе — командир орудия. В одном из сражений он был контужен, но после залпа вывел свою боевую машину с огневой позиции.
Указом Президиума Верховного Совета СССР от 15 мая 1946 года, за исключительное мужество, отвагу и бесстрашие, проявленные на заключительном этапе Великой Отечественной войны в боях с гитлеровскими захватчиками, гвардии старшина Больбот был награждён орденом Славы 1 степени, став полным кавалером данного ордена.
Являлся участником Парада Победы на Красной площади в июне 1945 года, прошагав парадным маршем в составе парадного расчета 1-го Белорусского фронта. После окончания войны продолжил службу в армии — стал водить легковой автомобиль, возил генерал-лейтенанта Шамшина.
В 1948 году старшина Больбот был демобилизован и вернулся в Павлодар, но вскоре переехал в город Бендеры. Трудился в подсобном хозяйстве, в системе «Минплодовощпрома», а в 1961 году пришел в учебно-производственное предприятие «Маяк», где работал до выхода на пенсию.
Жил в городе Бендеры Молдавской ССР, после распада СССР оказавшемся на территории, контролируемой непризнанной Приднестровской Молдавской Республикой, в пределах государства-члена ООН Молдавии. Являлся участником Парадов на Красной площади 1985, 1990, 1995, 2000 и 2010 годов. О последней поездке на парад в Москву Павел Больбот рассказывал:

В Москве я встретился со своим первым командиром. Он до сих пор работает в одной из московских школ, где открыт музей нашей пятой ордена Суворова гвардейской Калинковичской дивизии. Я оставил там две книги о Приднестровье, вымпелы, значки и другие памятные знаки, рассказывающие о нас.— Из интервью Павла Больбота для пресс-службы Президента Приднестровья
Являлся членом общественной организации «Ветераны войны, труда и Вооружённых Сил города Бендеры».
Скончался 10 января 2013 года в день своего 89-летия. Был похоронен на Борисовском кладбище города Бендеры, со всеми воинскими почестями, под звуки военного оркестра и троекратный оружейный залп почетного караула. Соболезнования родным и близким Павла Больбота передал лично Президент Приднестровья Евгений Шевчук.

## Награды
- орден Отечественной войны I степени (6 апреля 1985 года)
- орден Дружбы Народов
- орден Красной Звезды (22 октября 1944 года)[9]
- орден Славы трёх степеней
  - I степень — 15 мая 1946 года (орден № 844)
  - II степень — 15 октября 1944 года (орден № 4229)[10]
  - III степень — 25 июля 1944 года (орден № 94121)[11]
- медаль «За боевые заслуги» (3 июля 1943 года)[12]
- другие медали
- звание «Почётный гражданин города Бендеры»
- Благодарственное письмо Президента Приднестровской Молдавской Республики (30 августа 2011 года) — за активную общественную деятельность, большой вклад в патриотическое воспитание подрастающего поколения, многолетний добросовестный труд и в связи с Днем пожилых людей[13]

## Память
- В 2011 году на аллее Славы города Павлодара (Казахстан) был торжественно открыт бюст полному кавалеру ордена Славы Павлу Больботу[14].